# NGC 2862
NGC 2862 is een balkspiraalstelsel in het sterrenbeeld Leeuw. Het hemelobject werd op 21 februari 1863 ontdekt door de Duits-Deense astronoom Heinrich Louis d'Arrest.

## Synoniemen
- UGC 5010
- MCG 5-22-45
- ZWG 151.76
- KARA 329
- IRAS 09219+2659
- PGC 26690